# Тит Флавий Архонтий Нил
Тит Флавий Архонтий Нил (лат. Titus Flavius Archontius Nilus) — римский политический деятель второй половины IV века.
Между 355 и 361 годом Нил занимал должность презида Триполитании. По его приказу были восстановлены оборонительные сооружения Лептис-Магны и Тлалета. Нил носил титул комита. Он также был патроном Лептиса-Магны и Гигфиса.